# Fiat-Hitachi
La Fiat-Hitachi est une société de Fiat Group créée en 1987 à la suite des accords passés entre Fiat MMT et la division machines de travaux publics du groupe japonais Hitachi, Hitachi Construction Machinery, pour la constitution d'une société commune en Italie pour produire et commercialiser des engins de travaux publics en Europe.
La société était spécialisée dans la production d'engins de chantier et notamment les pelles mécaniques hydrauliques. Le reste de la gamme, provenant de Fiat-Allis, comprenait également tous les matériels comme les bulldozers, niveleuses, chargeuses sur pneus et chenilles.
En mars 2001, Hitachi voulant prendre son indépendance en Europe, les directions de Fiat et Hitachi décident de mettre fin à leur coentreprise, dans laquelle le japonais avait déjà cédé toutes ses parts à Fiat mais maintenait toujours un rapport commercial où figurait son nom. Hitachi qui s'était fait connaître en Europe, grâce à cette société commune, a poursuivi la commercialisation de ses propres productions directement sous son nom. 
En 1998, lors du rachat du groupe américain Ford New-Holland, FiatGeotech avait récupéré le fameux constructeur allemand de pelles mécaniques O&K. En 1999, FiatGeotech avait racheté le groupe américain Case IH. Pour conforter sa présence en Asie, en 2002 FiatGeotech crée une J-V avec le constructeur japonais Kobelco qui s'est ensuite transformée en CNH Global, englobant les marques Case, O&K, Fiat-Allis....

## Pelles mécaniques

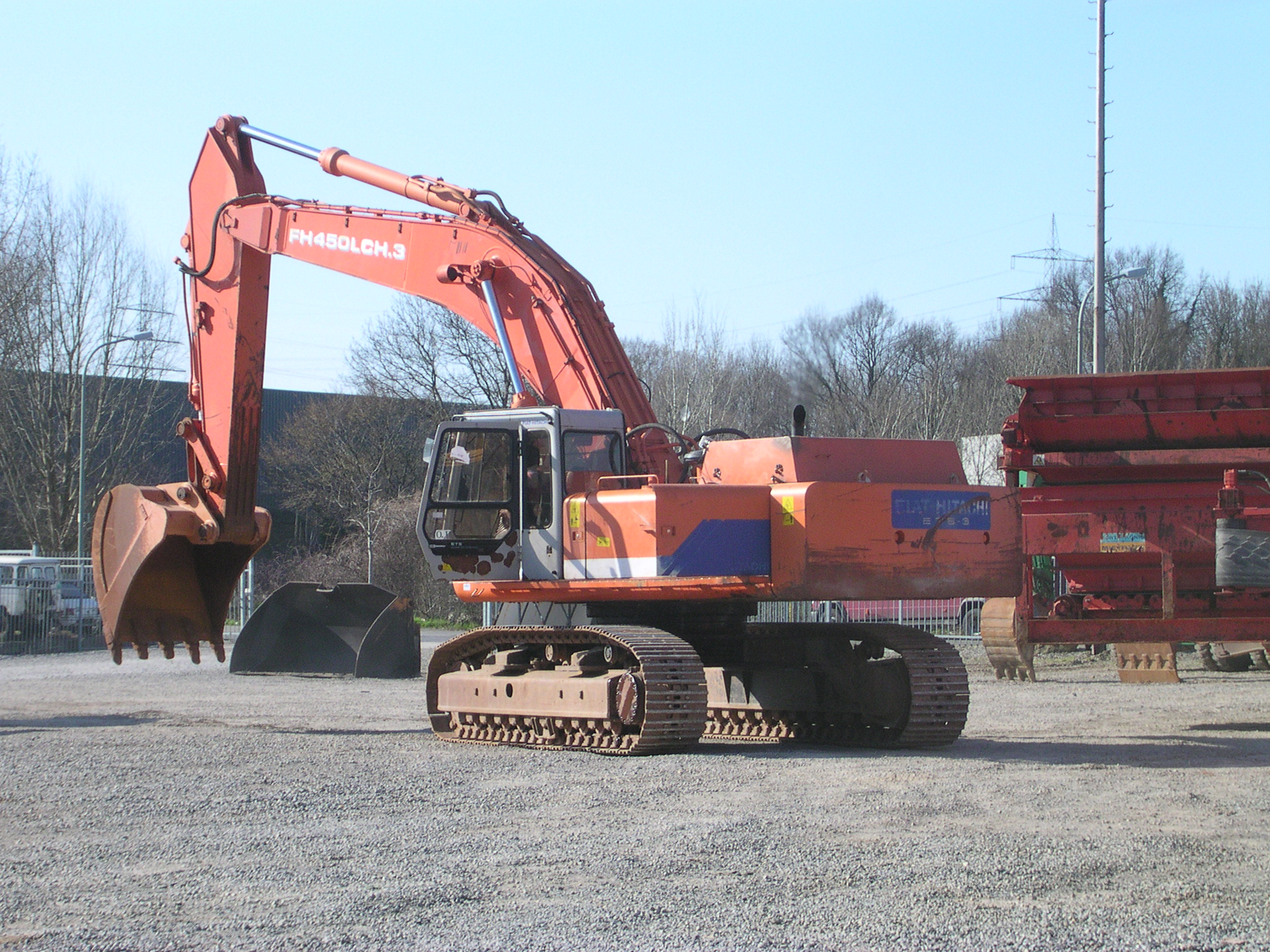
Fiat-Hitachi FH 450 LCH
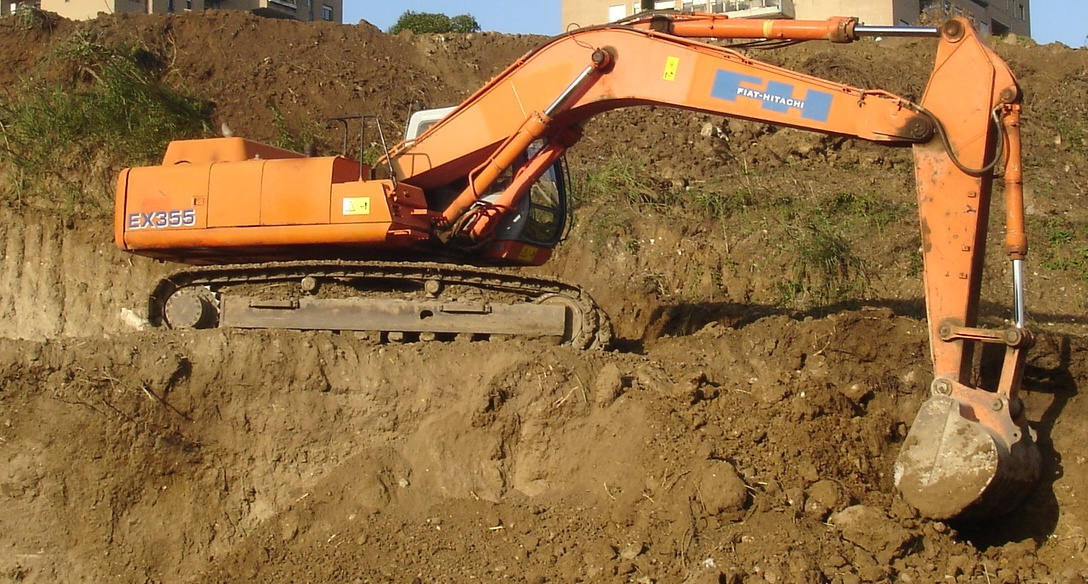
Fiat-Hitachi EX 355 sur un gros chantier de terrassements
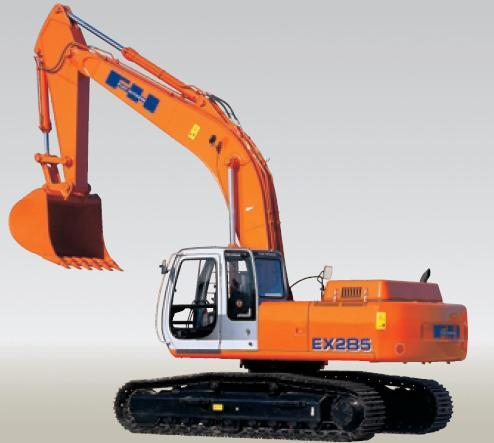
Fiat-Hitachi EX 285

## Chargeuses
Les autres engins de travaux publics ont toujours conservé les appellations Fiat MMT.

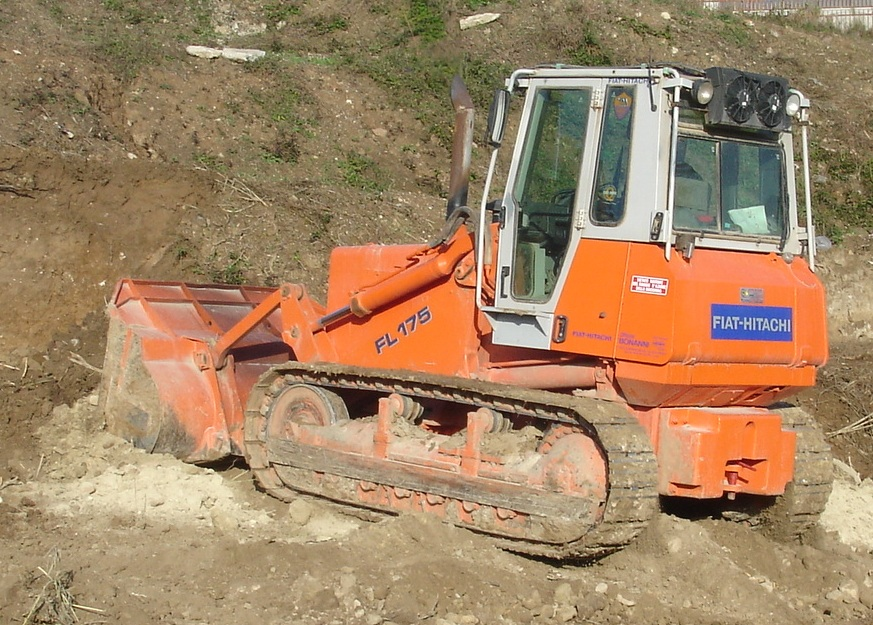
Fiat-Hitachi FL 175
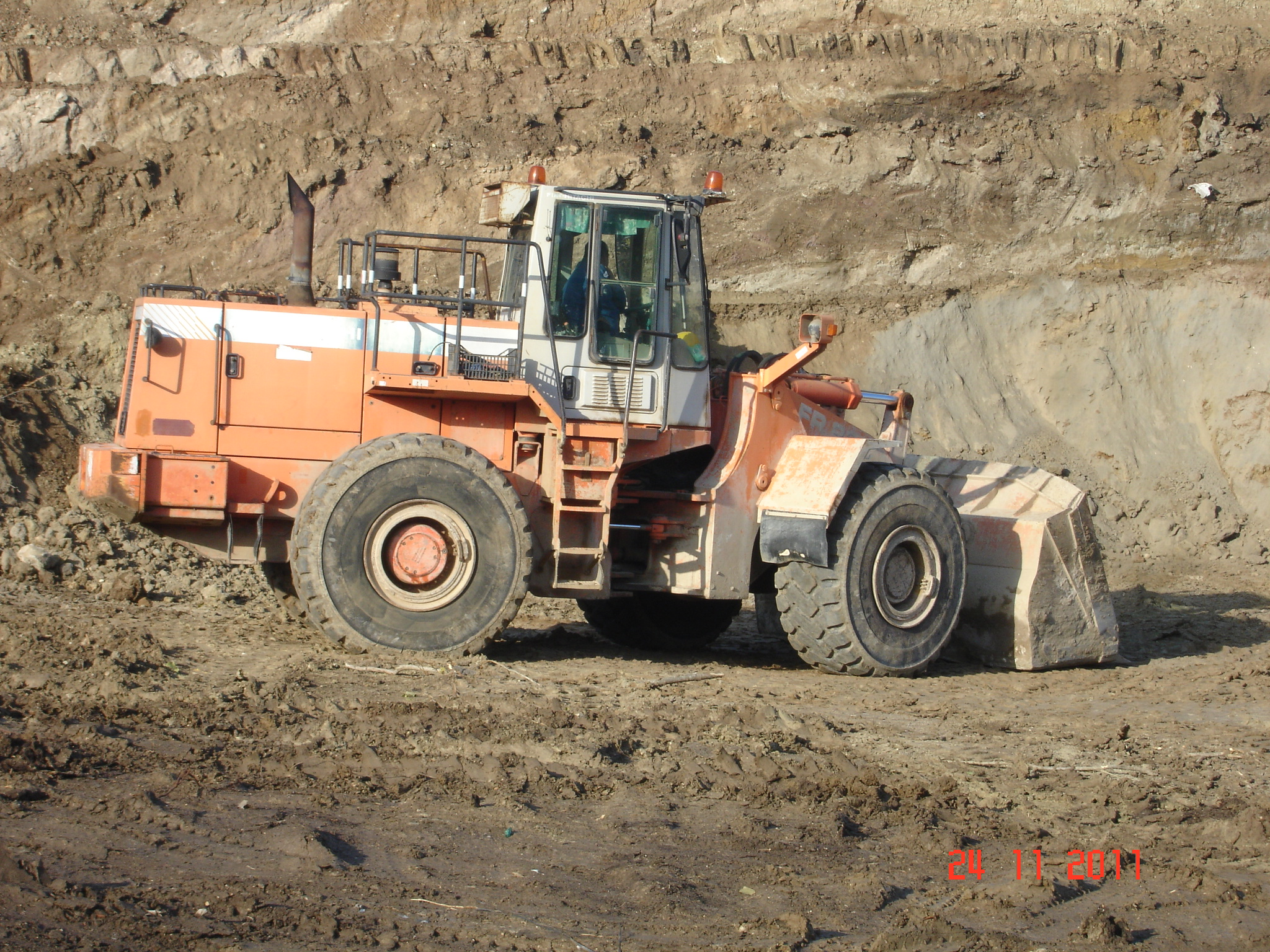
Fiat-Hitachi FR 220